# Pestskråp

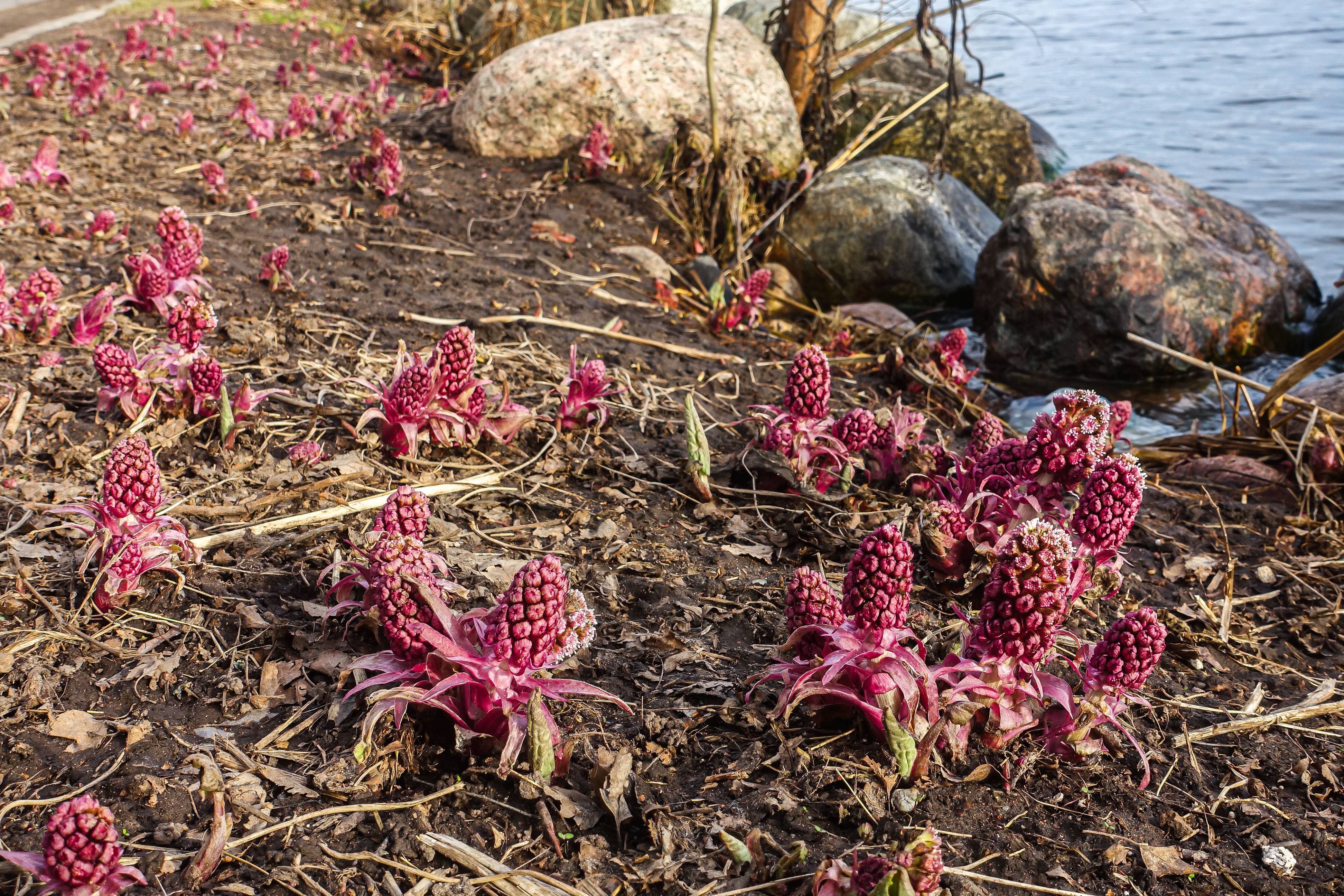
Pestskråp i en strandkant i Mälarområdet våren 2024.

Pestskråp (Petasites hybridus) är en art i familjen korgblommiga växter som växer vild i större delen av Europa.

## Beskrivning
Pestskråp är en flerårig ört med krypande jordstam. Bladen är skaftade och kan bli mycket stora. Bladskivorna kan bli upp till en meter breda, de är rundade med hjärtlik bas och bladundersidan är grön eller något gråluden.  
Arten är till övervägande del tvåbyggare, men kan delas in i fyra typer, de rent honliga, rent hanliga, med övervägande del honblommor eller med övervägande del hanblommor. Hanplantor har stjälkar med 6-21 stödblad, medan honplantorna har 17-38 stödblad. Blomstjälken är bara några decimeter hög vid blomningen, men växer till senare. Blomkorgarna kommer i axlika täta klasar och kan vara få till 130 stycken hos en välutvecklad honplanta. Honplantorna har yviga, ofta greniga klasar med mindre blomkorgar, samt blomstjälkar som kan bli ända upp till 1,5 meter höga under fruktmognaden. De flesta svenska plantor är av typen med övervägande hanblommor, honplantor är bara kända från ett fåtal lokaler. Pestskråp blommar april-maj.
Två underarter erkänns:
- subsp hybridus  - holkfjällen är purpuraktiga, blommorna rosa.
- subsp. ochroleucus - holkfjällen är grönaktiga, blommorna gulaktiga. Södra delen av Balkanhalvön.

## Medicinsk användning
Inom folkmedicinen används pestskråp mest som ett kramplösande medel vid buksmärtor. Använd växtdel är roten. 

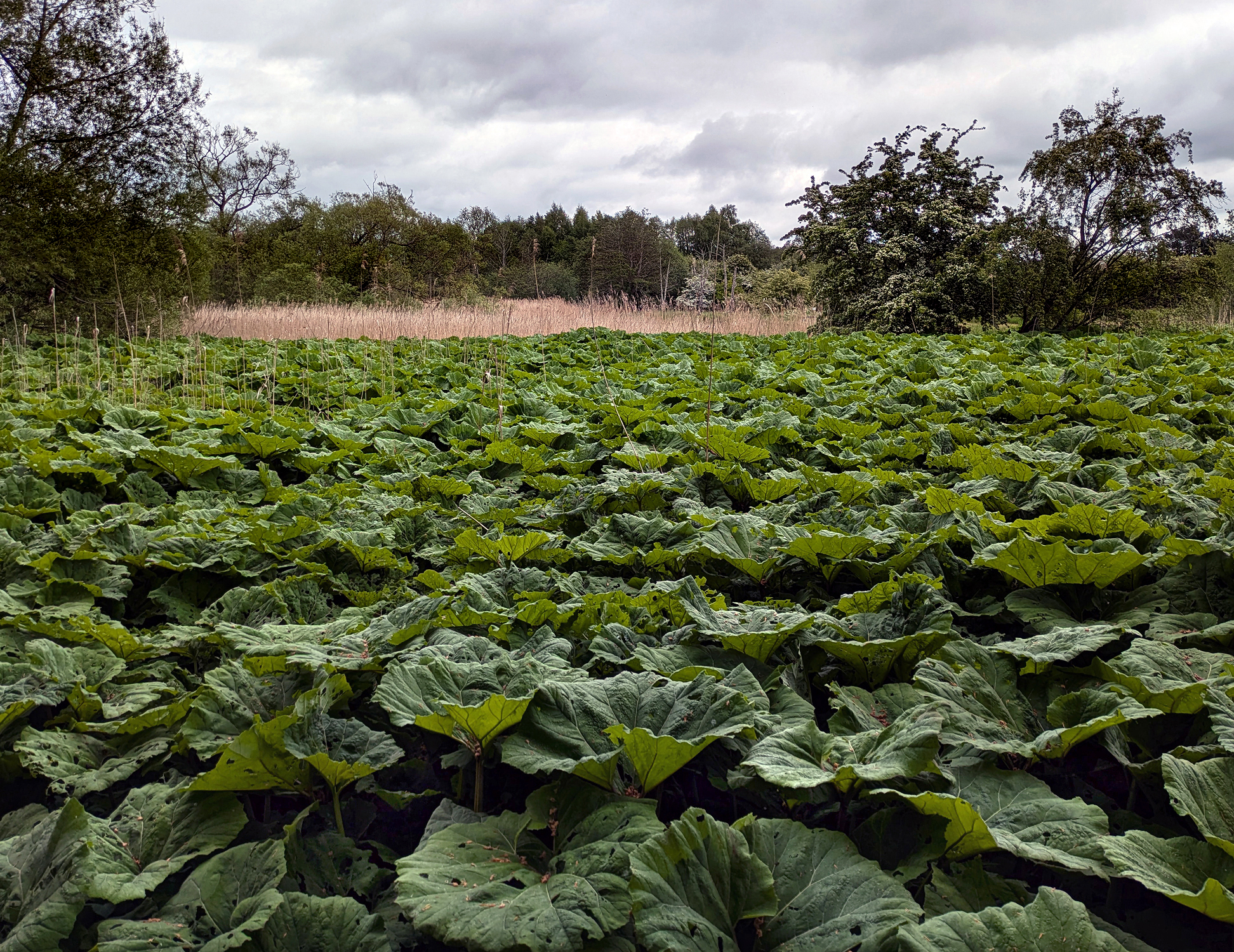
Pestskråp på ett fält i Ystad.

## Synonymer
Svenska synonymer är pestilensrot och pestrot.
subsp. hybridus
Cineraria hybrida (L.) Bernh.
Petasites georgicus Mandenova
Petasites giganteus Fuss
Petasites glabratus (J. Maly) Borbas
Petasites hybridus subsp. georgicus (Mandenova) Toman
Petasites kablikianus Tausch
Petasites major Cariot & St.-Lag.
Petasites officinalis Moench
Petasites officinalis proles reuterianus (Jordan) Rouy
Petasites officinalis subsp. foemina (Hayne) Wender.
Petasites officinalis var. hybridus (L.) P.Fourn.
Petasites ovatus Hill
Petasites pratensis Jordan
Petasites reuterianus Jordan ex Nyman
Petasites riparius Jordan ex Boreau
Petasites vulgaris Desfontaines
Tussilago elongata Salisb.
Tussilago hybrida L.
Tussilago kablikianus Opiz
subsp.ochroleucus (Boissier & Huet) Sourek
Petasites ochroleucus Boissier & Huet